# Röster ur mörkret
Röster ur mörkret är ett album från 2017 av Louise Hoffsten.

## Låtlista
| Nr           | Titel                          | Längd |
| ------------ | ------------------------------ | ----- |
| 1.           | En röst ur natten              | 3:16  |
| 2.           | Visst känns det bittert        | 3:24  |
| 3.           | Jag drömde                     | 2:41  |
| 4.           | Ingen mig en varning skänkte   | 3:11  |
| 5.           | Robert Ohlssons självbiografi  | 3:32  |
| 6.           | Fångens klagan                 | 2:34  |
| 7.           | Natten den stilla              | 4:22  |
| 8.           | Invalidens klagan              | 3:01  |
| 9.           | Vad sorg vad smärta            | 2:13  |
| 10.          | Gången till avrättningsplatsen | 3:56  |
| 11.          | Den blindes sång               | 3:26  |
| Total längd: | Total längd:                   | 35:36 |